# Чаубунагунгамауг

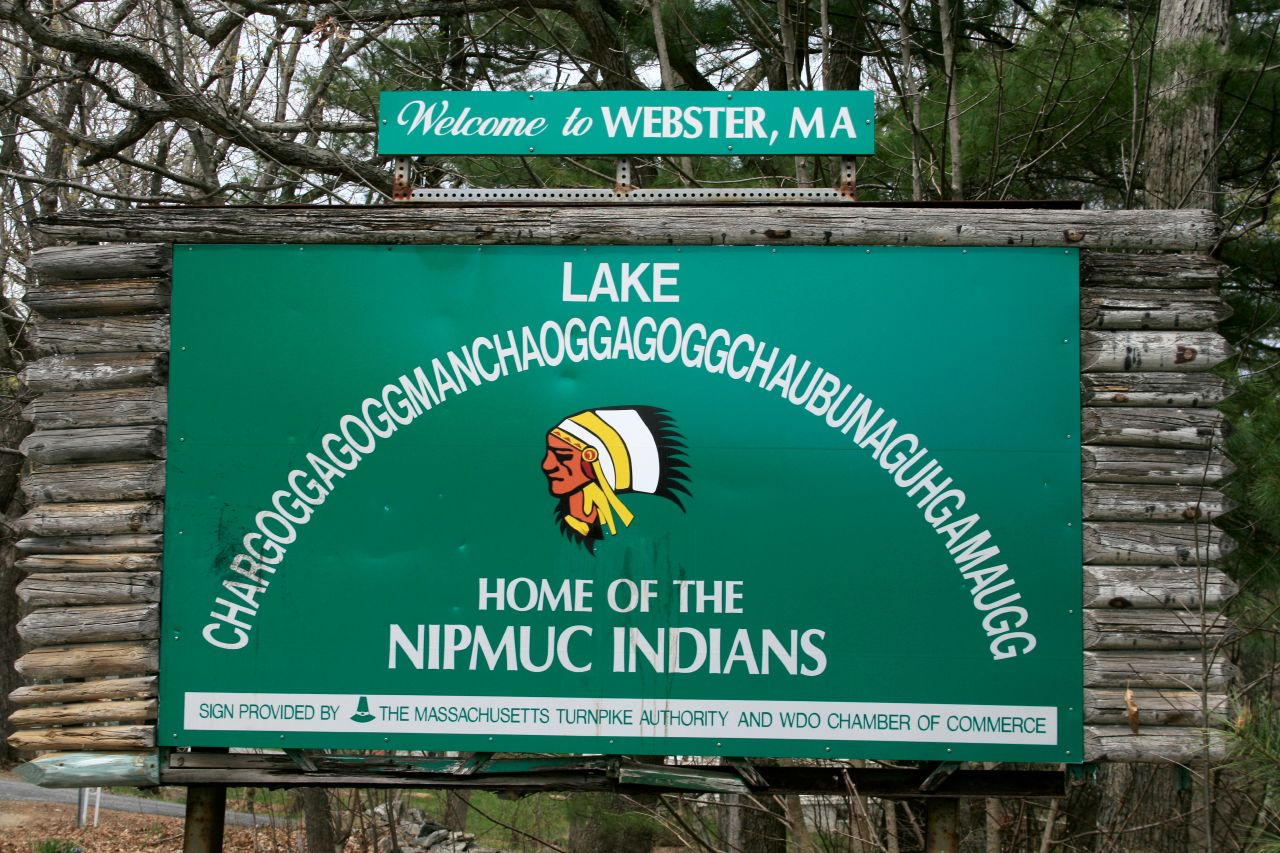
Дороговказ озера з двома помилками в назві

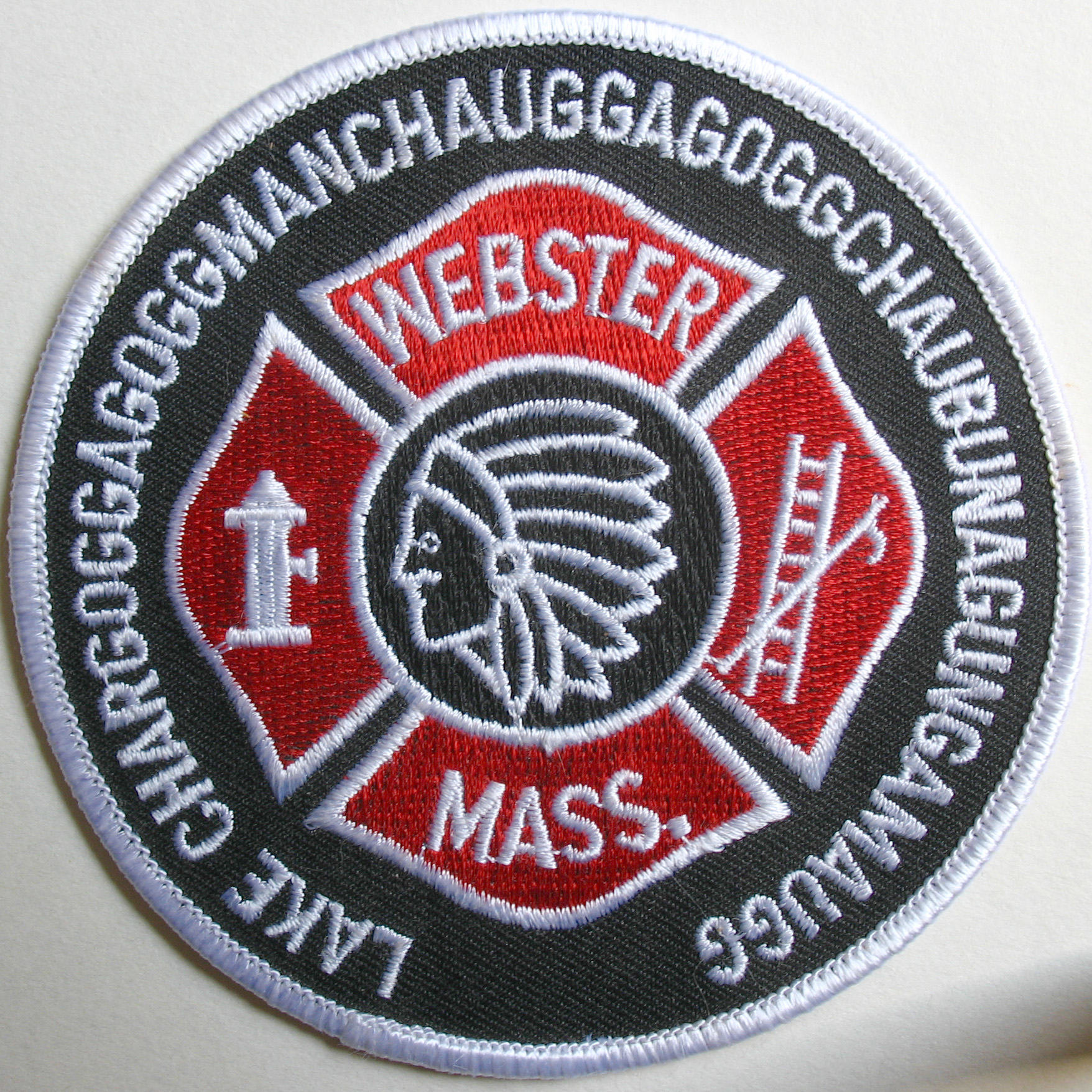
Шеврон місцевої пожежної команди

Чагогагогманчаогагогчаубанагангамауг, Чаубунагунгамауг (англ. Chargoggagoggmanchauggagoggcnaubunagungamaugg, Chaubunagungamaug), Вебстерське озеро (англ. Webster Lake) — озеро в Північній Америці, розташоване поряд з містечком Вебстер, штат Массачусетс (біля кордону з Конектикутом), США. Площа озера становить 5,83 км².
Озеро Чагогагогманчаогагогчаубанагангамауг сформувалось після танення льодовика. Живиться підводним джерелом. Складається з трьох частин, пов'язаних вузькими протоками: Північний став (англ. North Pond), Середній став (англ. Middle Pond) та Південний став (англ. South Pond). У місті з'єднання озера з річкою Френч зведена ГЕС.
Озеро — досить привабливе місце для туристів, що приїздять не тільки подивитись на топонімічну пам'ятку, але й порибалити, покататися на човнах або ж просто відпочити. Взимку воно приваблює ковзарів та прихильників зимової риболовлі. По західному узбережжю озера проходить траса № 395 (Конектикут—Массачусетс).

## Топонім
Повна назва озера з 45 літер — найдовший топонім Сполучених Штатів Америки. У слові 15 літер «g» та 9 — «a». Що саме означала ця назва на мові індіанців німпук невідомо. Існує багато варіантів перекладу: від «нічійні землі», до жартівливого «Ти рибалиш на тій стороні, я рибалю на цій, і ніхто не рибалить посередині». Переклад «рибні місця на кордоні» ближчій до істини. Одна з найдавніших писемних згадок про озеро — це мапа 1795 року, що передає його назву як «англ. Chargoggaggoggmanchoggagogg». МВС США намагалось впровадити коротшу назву у повсякденний обіг — «Чаубунагунгамауг» (англ. Chaubnagungamaug). Але це тільки більше підсилило використання довшої.
У наш час назву «Вебстерське озеро» вживають у своїй розмові місцеві жителі, проте переважна більшість виступила проти перейменування. У квітні 2009 року в повній назві, що зображена на інформаційних щитах, були знайдені помилки.